# Séno Bellabé (Diagourou)
Séno Bellabé (auch: Séino Bellabé, Sénébéllabé, Séno Belado) ist ein Weiler in der Landgemeinde Diagourou in Niger.

## Geographie
Der Weiler liegt an der Staatsgrenze zu Burkina Faso. Er befindet sich rund 31 Kilometer südlich des Hauptorts Diagourou der gleichnamigen Landgemeinde, die zum Departement Téra in der Region Tillabéri gehört. Zu den Siedlungen in der näheren Umgebung von Séno Bellabé zählen Bouppo im Norden und Doulgou im Nordosten.
Séno Bellabé ist Teil der Übergangszone zwischen Sahel und Sudan. Die durchschnittliche jährliche Niederschlagsmenge beträgt hier zwischen 500 und 600 mm.

## Geschichte
Bewaffnete Gruppen terrorisierten im Mai 2023 die Zivilbevölkerung in den ebenfalls in der Gemeinde Diagourou gelegenen Siedlungen Dar Es Salam, Yélo Hamidou und Yélo Taka. Daraufhin flüchteten Bewohner auch aus Séno Bellabé in die Departementshauptstadt Téra.

## Bevölkerung
Bei der Volkszählung 2012 hatte Séno Bellabé 380 Einwohner, die in 44 Haushalten lebten. Bei der Volkszählung 2001 betrug die Einwohnerzahl 394 in 47 Haushalten.